# Campionati europei di pugilato dilettanti femminili 2019
I campionati europei di pugilato dilettanti femminili 2019 si sono svolti ad Alcobendas, in Spagna, dal 24 al 31 agosto 2019. È stata la 12ª edizione della competizione organizzata dall'organismo di governo europeo del pugilato dilettantistico, EUBC.

## Calendario
La tabella sottostante riporta il calendario delle competizioni.
| Agosto | 24 | 25 | 26 | 27 | 28 | 29 | 30 | 31 |
| ------ | -- | -- | -- | -- | -- | -- | -- | -- |
|        | P  | P  | P  | P  | QF |    | SF | F  |

|  | Preliminari, quarti, semifinali |  | FINALI |

Il 29 agosto è stato osservato un giorno di riposo.

## Nazioni partecipanti
136 pugili da 31 nazioni hanno partecipato alla manifestazione:
- Armenia (3)
- Bielorussia (9)
- Bulgaria (6)
- Croazia (3)
- Danimarca (2)
- Finlandia (1)
- Francia (8)
- Galles (1)
- Georgia (1)
- Inghilterra (6)
- Irlanda (4)
- Italia (8)
- Lettonia (1)
- Lituania (2)
- Malta (1)
- Moldavia (1)
- Norvegia (2)
- Paesi Bassi (2)
- Polonia (8)
- Rep. Ceca (4)
- Romania (7)
- Russia (10)
- Scozia (1)
- Serbia (5)
- Slovenia (2)
- Spagna (6)
- Svezia (2)
- Svizzera (3)
- Turchia (8)
- Ucraina (10)
- Ungheria (9)

## Podi
| Specialità                 | Oro                   | Argento             | Bronzo                                  |
| Pesi mosca leggeri (kg 48) | Yulia Chumgalakova    | Demie-Jade Resztan  | Roberta Bonatti Hanna Okhota            |
| Pesi mosca (kg 51)         | Buse Naz Çakıroğlu    | Elena Savel'eva     | Tetyana Kob Wassila Lkhadiri            |
| Pesi gallo (kg 54)         | Lăcrămioara Perijoc   | Karina Tazabekova   | Caroline Cruveillier Yuliya Apanasovich |
| Pesi piuma (kg 57)         | Irma Testa            | Karriss Artingstall | Sandra Kruk Stanimira Petrova           |
| Pesi leggeri (kg 60)       | Mira Potkonen         | Maïva Hamadouche    | Amy Broadhurst Sema Çalışkan            |
| Pesi superleggeri (kg 64)  | Francesca Amato       | Aneta Rygielska     | Ornella Kheteeva Mariia Bova            |
| Pesi welter (kg 69)        | Darima Sandakova      | Angela Carini       | Busenaz Sürmeneli Rosie Eccles          |
| Pesi medi (kg 75)          | Aoife O'Rourke        | Elżbieta Wójcik     | Anastasiia Shamonova Love Holgersson    |
| Pesi mediomassimi (kg 81)  | Elif Güneri           | Viktoria Kebikava   | Anastasiia Chernokolenko Anna Ivanova   |
| Pesi massimi (kg 81+)      | Zenfira Magomedalieva | Tetiana Shevchenko  | Flavia Severin Vendula Kučerová         |

## Medagliere
Nazione ospitante 
| Posiz. | Nazione     | Oro | Argento | Bronzo | Totale |
| ------ | ----------- | --- | ------- | ------ | ------ |
| 1      | Russia      | 3   | 2       | 3      | 8      |
| 2      | Italia      | 2   | 1       | 2      | 5      |
| 3      | Turchia     | 2   | 0       | 2      | 4      |
| 4      | Irlanda     | 1   | 0       | 1      | 2      |
| 5      | Finlandia   | 1   | 0       | 0      | 1      |
| 5      | Romania     | 1   | 0       | 0      | 1      |
| 7      | Polonia     | 0   | 2       | 1      | 3      |
| 8      | Inghilterra | 0   | 2       | 0      | 2      |
| 9      | Ucraina     | 0   | 1       | 4      | 5      |
| 10     | Francia     | 0   | 1       | 2      | 3      |
| 11     | Bielorussia | 0   | 1       | 1      | 2      |
| 12     | Bulgaria    | 0   | 0       | 1      | 1      |
| 12     | Galles      | 0   | 0       | 1      | 1      |
| 12     | Rep. Ceca   | 0   | 0       | 1      | 1      |
| 12     | Svezia      | 0   | 0       | 1      | 1      |
| Totale | Totale      | 10  | 10      | 20     | 40     |